# 足長神社
足長神社（あしながじんじゃ）は、長野県諏訪市四賀にある神社。諏訪大社上社末社。旧社格は村社。
古くは荻葺きの屋根であったため荻宮と呼ばれていた。桑原城跡山腹に鎮座する。

## 祭神
- 脚摩乳命 （あしなづちのみこと）

別名を「足長彦神」といい、諏訪大社の祭神・建御名方神に随従する神。
日本神話では、建御名方神の先祖の奇稲田姫の父神の名として登場する。同じ諏訪市内には母神の名である手摩乳命を祀る手長神社もある。

## 歴史
『諏訪史跡要項』によれば、桑原地域一帯が1つの郷であった頃は足長并・手長の両神を合祭していた。のちに上桑原・下桑原に分れた時、各地域住民の鎮守産土神として足長神を上桑原、手長神を下桑原に分祭したとされる。しかし、足長神社の鎮座する地名は足長山であり、また『諏訪資料叢書集録』に収録された「神長本諏方上社物忌令之事下十三所名帳」の地名と思しき箇所に手長・足長がある事など、先に地名があった所へ記紀神話の脚摩乳・手摩乳を持ち込んだ可能性もあり、合祭・分祭については不明確である。
大同年間（806年-810年）には御表衣祝有員（みそぎほうりありかず、諏訪大社上社大祝の祖）が当社を崇敬して広大な社殿を造営した。以後は諏訪大社の末社に列した。天正6年（1578年）上社造営帳には、上桑原村の造宮で建てられたとあり、天保13年（1842年）に改築されている。

## 文化財

### 諏訪市指定文化財
- 拝殿、舞屋（有形文化財） - 昭和63年指定
- 本殿（有形文化財） - 平成6年指定

## 現地情報
所在地
- 長野県諏訪市四賀足長山5386

交通アクセス
- 最寄駅：東日本旅客鉄道（JR東日本）中央本線 上諏訪駅 （徒歩約40分）